# HD221531
HD221531 — хімічно пекулярна зоря спектрального класу F5, що має видиму зоряну величину в смузі V приблизно  8,3.
Вона  розташована на відстані близько 369,4 світлових років від Сонця.